# Rune Dahmke
Rune Dahmke (* 10. April 1993 in Kiel) ist ein deutscher Handballspieler, der für den deutschen Rekordmeister THW Kiel aufläuft.

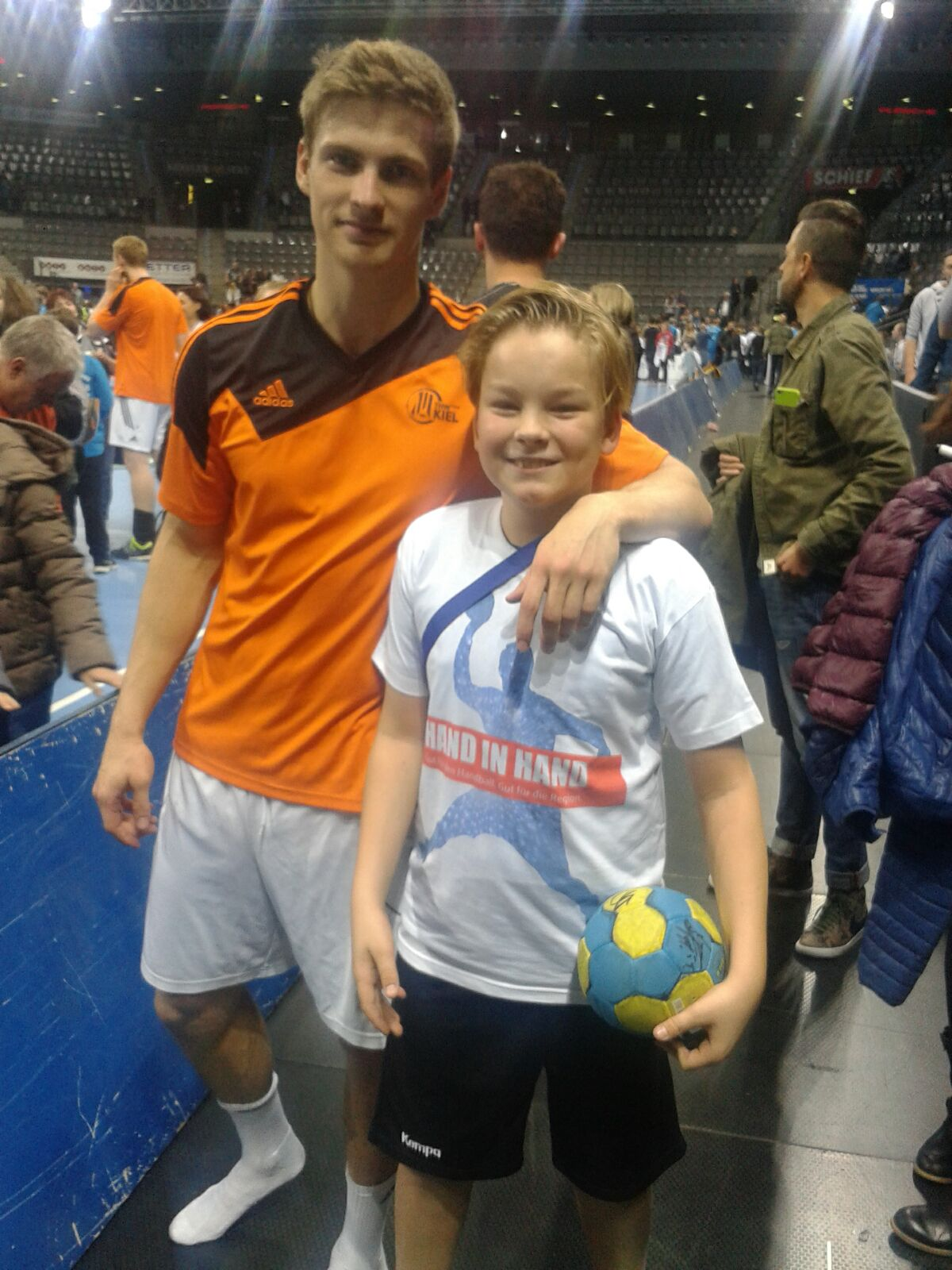
Dahmke 2015 mit Fan in Stuttgart

## Karriere

### Verein
Rune Dahmke begann das Handballspielen beim SV Mönkeberg und wechselte 2008 zum THW Kiel. In der Saison 2012/13 war Dahmke mit einem Doppelspielrecht ausgestattet, er spielte in der 3. Liga beim TSV Altenholz und in der Champions League für den THW Kiel, wo er am 20. Februar 2013 beim 28:25-Auswärtssieg über den rumänischen Klub HCM Constanța 2 ½ Minuten eingesetzt wurde. Mit Altenholz gelang ihm zur Saison 2013/14 der Aufstieg in die 2. Liga. Ab der Saison 2013/14 gehörte er offiziell zum Bundesliga-Kader des THW, spielte aber auch weiterhin beim TSV Altenholz. Zur Saison 2014/15 unterschrieb er einen Zweijahresvertrag beim THW Kiel, wo er als Nachfolger des zum FC Barcelona gewechselten Guðjón Valur Sigurðsson auf Linksaußen spielt. 2014, 2015, 2020, 2021, 2022 und 2023 gewann er mit den Zebras den DHB-Supercup, 2015, 2020, 2021 und 2023 die deutsche Meisterschaft, 2017, 2019 und 2022 den DHB-Pokal, 2019 den EHF-Pokal sowie 2020 die EHF Champions League.

### Nationalmannschaft
Im November 2015 wurde Dahmke von Nationaltrainer Dagur Sigurðsson in den Kader der deutschen Nationalmannschaft für den Supercup gegen Brasilien, Serbien und Slowenien berufen. Am 6. November 2015 kam er in der Flensburger Campushalle zu seinem ersten Einsatz beim 29:20-Sieg über Brasilien, zu dem er einen Treffer beisteuerte. Bei der Europameisterschaft 2016 in Polen wurde er mit der deutschen Mannschaft durch einen 24:17-Sieg über Spanien Europameister. Zur Europameisterschaft 2018 wurde er von Bundestrainer Christian Prokop in den 20er-Kader berufen, der die Vorbereitung bestritt. Nachdem er zunächst nicht mit zur EM nach Kroatien gereist war, wurde er am 20. Januar 2018 für die Hauptrunde des Turniers nachnominiert. Er absolvierte bisher 94 Spiele, in denen er 137 Tore erzielte.
Für die Europameisterschaft 2022 wurde Dahmke vor dem dritten Spieltag nachnominiert. Er stand im Kader für die Europameisterschaft 2024 und belegte mit Deutschland den 4. Platz.
Dahmke gehörte bei den Olympischen Sommerspielen 2024 zunächst zum Reservekader. Nachdem sich Tim Hornke im ersten Spiel gegen Schweden verletzt hatte, wurde er in den 14-er-Kader nachnominiert und gewann mit dem Team die Silbermedaille. Dafür wurden er und sein Team am 4. November 2024 vom Bundespräsidenten Frank-Walter Steinmeier mit dem Silbernen Lorbeerblatt ausgezeichnet.  Bei der Weltmeisterschaft 2025 scheiterte die DHB-Auswahl im Viertelfinale und beendete das Turnier auf Rang 6.

## Bundesligabilanz
| Saison    | Verein   | Spielklasse | Spiele | Tore | 7-Meter | Feldtore |
| --------- | -------- | ----------- | ------ | ---- | ------- | -------- |
| 2014/15   | THW Kiel | Bundesliga  | 28     | 047  | 03      | 044      |
| 2015/16   | THW Kiel | Bundesliga  | 30     | 088  | 09      | 079      |
| 2016/17   | THW Kiel | Bundesliga  | 28     | 063  | 0       | 063      |
| 2017/18   | THW Kiel | Bundesliga  | 27     | 052  | 0       | 052      |
| 2018/19   | THW Kiel | Bundesliga  | 34     | 043  | 0       | 043      |
| 2019/20   | THW Kiel | Bundesliga  | 26     | 026  | 0       | 026      |
| 2020/21   | THW Kiel | Bundesliga  | 37     | 082  | 0       | 082      |
| 2021/22   | THW Kiel | Bundesliga  | 31     | 038  | 0       | 038      |
| 2022/23   | THW Kiel | Bundesliga  | 32     | 040  | 0       | 040      |
| 2023/24   | THW Kiel | Bundesliga  | 33     | 073  | 0       | 073      |
| 2024/25   | THW Kiel | Bundesliga  | 31     | 055  | 0       | 055      |
| 2014–2025 | gesamt   | Bundesliga  | 337    | 607  | 12      | 595      |

Quelle: Spielerprofil bei der Handball-Bundesliga

## Erfolge
Verein
- Champions-League-Sieger 2020
- EHF-Pokalsieger 2019
- Deutscher Meister 2015, 2020, 2021 und 2023
- DHB-Pokalsieger 2017, 2019, 2022 und 2025
- DHB-Supercupsieger 2014, 2015, 2020, 2021, 2022 und 2023

Nationalmannschaft
- Europameister 2016
- Silbermedaille bei den Olympischen Sommerspielen 2024

## Privates
Rune Dahmke heiratete im August 2024 die ehemalige norwegische Handballspielerin Stine Bredal Oftedal. Im Juli 2025 kam ihr erstes gemeinsames Kind (eine Tochter) zur Welt. Dahmkes Vater Frank Dahmke war von 1981 bis 1991 ebenfalls Spieler beim THW Kiel und von 2014 bis 2019 Mitglied in dessen Aufsichtsrat.
Gemeinsam mit Bundesratspräsidentin Anke Rehlinger eröffnete Rune Dahmke die Kieler Woche 2025.